# Faidherbia albida
Faidherbia albida (Delile) A.Chev., 1934 è una pianta arborea della famiglia delle Fabacee (o Leguminose) nativa dell'Africa e del Medio Oriente, e in seguito diffusasi in Asia fino a India e Pakistan. È l'unica specie nota del genere Faidherbia.

## Descrizione

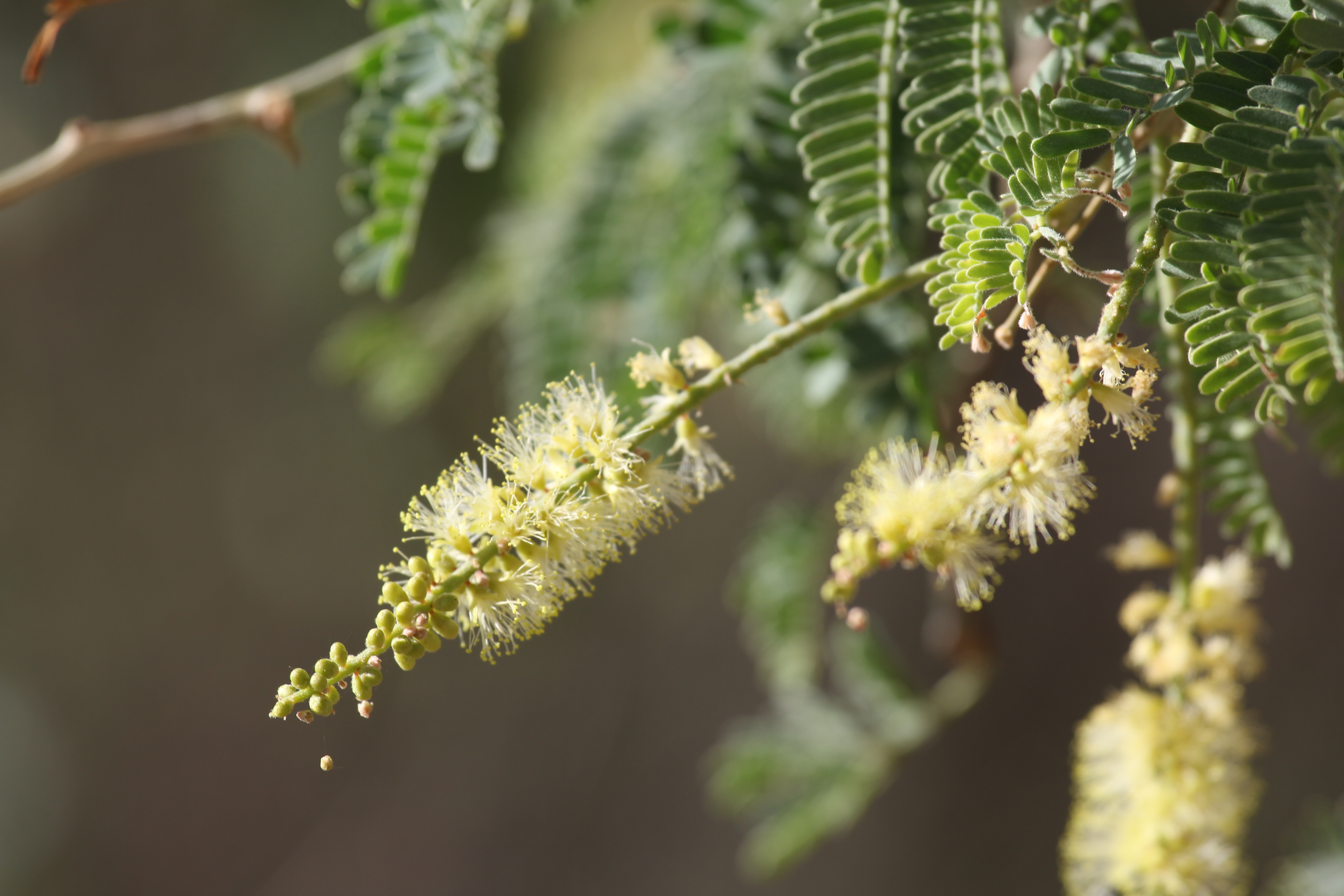
Infiorescenza di Faidherbia albida

F. albida è un albero spinoso. Può raggiungere i 30 m di altezza e i 2 m di diametro del tronco.
Ha radici che possono penetrare nel suolo fino a grandi profondità, grazie alle quali riesce a sopravvivere a periodi di siccità; vive in aree con precipitazioni comprese fra i 250 e i 600 mm.

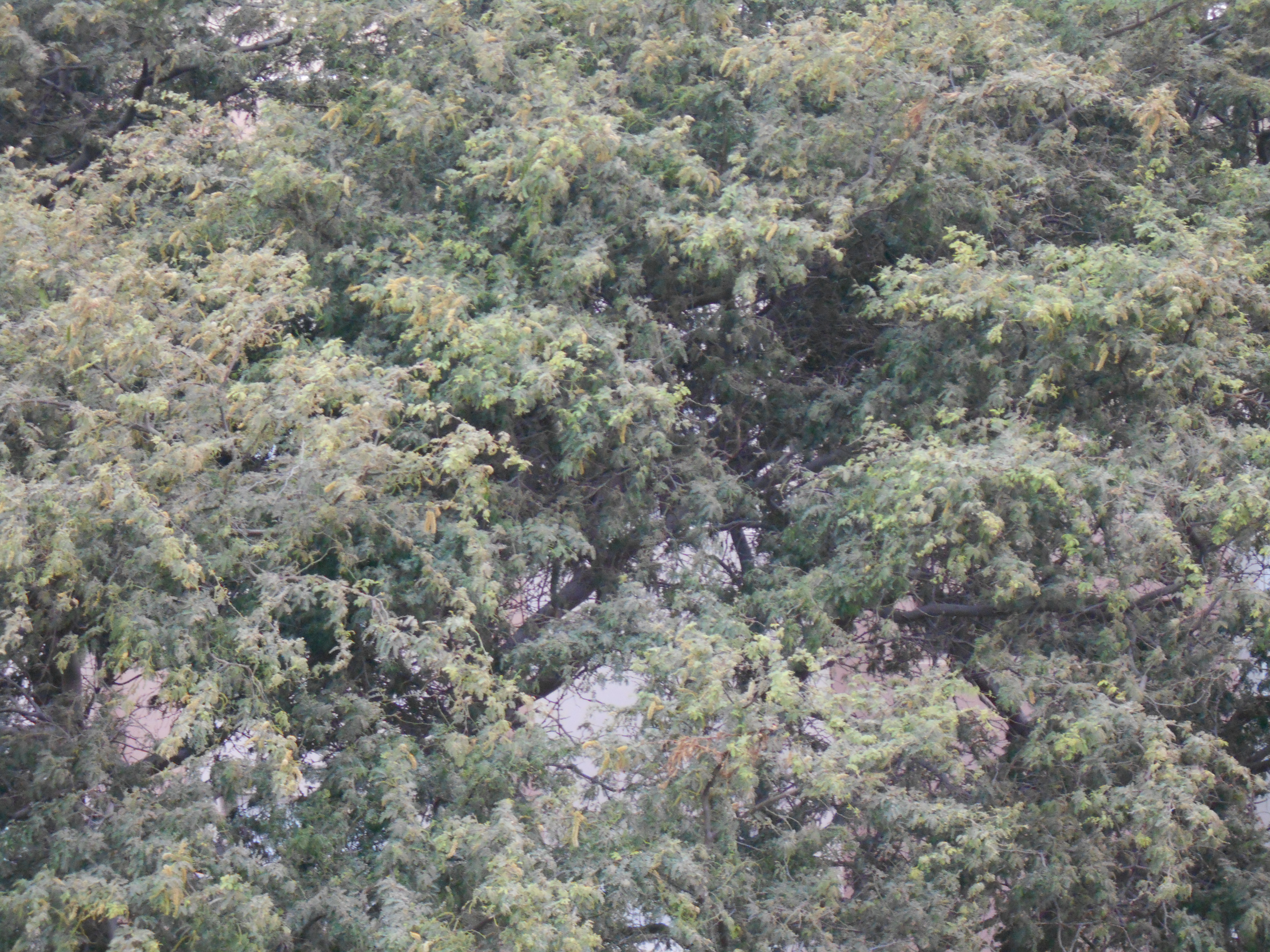
Fogliame di F. albida a Capo Verde.

## Usi
Nel Sahel, F. albida svolge un ruolo determinante per l'apicoltura, perché i suoi fiori sbocciano all'inizio della stagione delle piogge, quando la maggior parte delle altre piante locali non sono fiorite.
In molti luoghi i frutti sono usati come foraggio per il bestiame, e in Nigeria sono il principale nutrimento dei dromedari. Il legno è un buon combustibile, e viene usato anche per costruire canoe e pestelli.
La corteccia o suoi estratti hanno anche applicazioni mediche, in particolare nella cura delle infezioni del tratto respiratorio, della malaria, della febbre e del mal di denti. Un estratto della corteccia serve anche per trattare le infezioni oftalmiche degli animali da allevamento.

## Curiosità
F. albida è la pianta ufficiale della città di Ségou, nel Mali. Nella lingua locale, il bambara, viene chiamata balanzan. Secondo una leggenda locale, a Segou ci sono 4.445 alberi di F. albida, uno dei quali è il misterioso "albero mancante", che nessuno sa dove si trovi.